# Delver (jeu vidéo)
Delver est un jeu vidéo de type dungeon crawler développé par Priority Interrupt. Il a été publié sur les plateformes Microsoft Windows, macOS et Linux le 2 février 2018.

## Gameplay
Delver est un roguelike  en vue à la première personne dans lequel le joueur endosse le rôle d'explorateur de donjons à la recherche de "l'Orbe Ythidienne". Les mécaniques de jeu et son design sont similaires à un The Legend of Zelda, bien que soient intégrés des étages générés de façon procédurale à la manière des jeux dits "roguelike". Il n'y a pas de saut et le chaque session de jeu démarre systématiquement par une scène de feu de camp où il est possible de se procurer armes et parchemins. Chaque étage s'achève au moment où le joueur active une échelle de corde qu'il lui faudra trouver à l'issue de ses explorations, tout en évitant les pièges et les créatures hostiles. Les donjons regorgent de butins variés, tels que des potions (dont l'effet n'est connu qu'après consommation par le joueur, à la manière des pilules de The Binding Of Isaac),, des lampes et bougies fonctionnelles, des livres, armures, crânes, biens de luxe (automatiquement récoltés sous forme d'or, sceptres, flèches et armes de mêlée. Vaincre ses ennemis rapporte de l'expérience qui, au bout d'un moment sera utilisée pour passer des niveaux, qui lui conféreront systématiquement un point de vie supplémentaire et un point à assigner à une compétence parmi trois proposées aléatoirement au joueur. Les points de vie sont contrôlés à l'aide de cœurs rouges, lesquels mettent fin à la partie lorsqu'ils viennent à disparaître. Il s'agit d'une mort permanente et le joueur doit recommencer à explorer des donjons totalement différents à chaque redémarrage.

## Développement et sortie
Le 20 avril 2012, une version alpha est commercialisée sur Android,. Le jeu a été soumis au vote des utilisateurs de Steam Greenlight le 30 août 2012, et a été sélectionné pour apparaître parmi les autres jeux en vente sur le site précédemment mentionné. Le 6 septembre 2013, le jeu a été publié en accès anticipé. Le jeu a continué a recevoir des mises à jour et le 2 février 2018, il quitta officiellement la phase d'accès anticipé pour sortir sur les plateformes Windows, macOS et Linux, avec un éditeur de niveau et un onglet de modding Steam Workshop. Le 15 novembre 2018, le code source du moteur du jeu a été publié sur GitHub sous les conditions de la Licence publique générale GNU version 2, mais utilise actuellement la licence zlib.

## Accueil
Une version alpha de 2012 pour Android a été évaluée par Paul Devlin de Pocket Gamer, qui lui a attribué la note de 4 sur 5, louant l'expérience fluide de l'alpha, mais a critiqué le système d'inventaire poussif. La sortie en accès anticipé du jeu a été couverte par John Walker de Rock Paper Shotgun, qui a critiqué le manque d'objet à récolter et a suggéré l'implémentation de boutique, mais a souligné à son tour son potentiel. Enfin, une version de 2016 a été commentée par Brendan Caldwell (lui aussi chez Rock Paper Shotgun,) qui a acclamé l'ambiance d'ouverture du jeu et l'absence d'intrigue. Le jeu a été cité dans le top des "10 jeux Mac auxquels vous devez jouer" par Andrew Hayward for Macworld en février 2018.